# Denops longicollis
Denops longicollis is een keversoort uit de familie mierkevers (Cleridae). De wetenschappelijke naam van de soort is voor het eerst geldig gepubliceerd in 1829 door Fischer de Waldheim.